# Copa de Competencia Jockey Club
A Copa de Competencia Jockey Club egy argentin labdarúgókupa volt. A győztesek kvalifikálták magukat a Tie-kupába, ahol az uruguayi labdarúgókupa győztesével küzdöttek meg. A kupát 1907-ban alapították meg, az utolsó tortnát pedig 1933-ban rendezték meg. A két legsikeresebb klub, 3–3 győzelemmel az Alumni és a San Isidro csapata.

## Története
A kupa először 1907-ben került megrendezésre, amelyet az Alumni nyert meg. A tornán az argentin labdarúgó-szövetség tagjain kívül részt vehettek a Liga Rosarinában szereplő klubok is. A rosariói csapatok csak 1919-ig szerepeltek a kupában, 1921-től már csak buenos airesi és la platai klubok játszottak. A Tie-kupa 1919-es megszűnése után mindössze négy alkalommal (1921, 1925, 1931, 1933) rendezték csak meg. A trófeát a névadó Jockey Club adományozta.

## Eredmények

### Döntők
| Szezon | Győztes           | Eredmény   | Második                 | Helyszín                                     |
| ------ | ----------------- | ---------- | ----------------------- | -------------------------------------------- |
| 1907   | Alumni            | 4–2        | Belgrano                | Estadio Belgrano Athletic, Buenos Aires      |
| 1908   | Alumni            | 5–0        | Argentino (Q)           | Estadio Belgrano Athletic, Buenos Aires      |
| 1909   | Alumni            | 5–1        | Newell’s Old Boys       | Banco Nación, Buenos Aires                   |
| 1910   | Estudiantes (BA)  | 3–1        | Gimnasia y Esgrima (BA) | Palermo, Buenos Aires                        |
| 1911   | San Isidro        | 4–2        | Estudiantes (BA)        | Estadio San Isidro, San Isidro               |
| 1912   | San Isidro        | 0–0 (h.u.) | Quilmes                 | Estadio San Isidro, San Isidro               |
| 1912   | San Isidro        | 2–1        | Quilmes                 | Estadio Quilmes Athletico, Quilmes           |
| 1913   | San Isidro        | 2–0        | Racing Club             | Estadio Racing Club, Avellaneda              |
| 1914   | River Plate       | 4–0        | Newell’s Old Boys       | Estadio Racing Club, Avellaneda              |
| 1915   | Porteño           | 2–1        | Racing Club             | Porteño, Buenos Aires                        |
| 1916   | Rosario Central   | 2–1        | Independiente           | Estadio Racing Club, Avellaneda              |
| 1917   | Independiente     | 2–1 (h.u.) | Estudiantes (LP)        | Estadio GEBA, Buenos Aires                   |
| 1918   | Porteño           | 2–1        | River Plate             | Porteño, Buenos Aires                        |
| 1919   | Boca Juniors      | 1–0 (h.u.) | Rosario Central         | Estadio GEBA, Buenos Aires                   |
| 1921   | Sportivo Barracas | 2–1        | Nueva Chicago           | Del Plata, Buenos Aires                      |
| 1925   | Boca Juniors      | 1–1        | Argentinos Juniors      | Estadio Brandsen y Del Crucero, Buenos Aires |
| 1925   | Boca Juniors      | 1–0        | Argentinos Juniors      | Estadio Brandsen y Del Crucero, Buenos Aires |
| 1931   | Sportivo Balcarce | 1–1        | Almagro                 | All Boys, Buenos Aires                       |
| 1931   | Sportivo Balcarce | 4–1        | Almagro                 | Excursionistas, Buenos Aires                 |
| 1933   | Nueva Chicago     | 1–0        | Banfield                | Almagro, Buenos Aires                        |

- h.u. – hosszabbítás után

### Győzelmek csapatok szerint
| Csapat            | Győzelmek száma | Győzelmek        |
| ----------------- | --------------- | ---------------- |
| Alumni            | 3               | 1907, 1908, 1909 |
| San Isidro        | 3               | 1911, 1912, 1913 |
| Porteño           | 2               | 1915, 1918       |
| Boca Juniors      | 2               | 1919, 1925       |
| Estudiantes (BA)  | 1               | 1910             |
| River Plate       | 1               | 1914             |
| Rosario Central   | 1               | 1916             |
| Independiente     | 1               | 1917             |
| Sportivo Barracas | 1               | 1921             |
| Sportivo Balcarce | 1               | 1931             |
| Nueva Chicago     | 1               | 1933             |

## Lásd még
- Tie-kupa
- Copa de Competencia (Uruguay)